# Chytridiales
Chytridiales је ред гљива, најпримитивнији у класи Chytridiomycetes. У овај ред спада око 80 родова. Вегетативно тело ових гљива је микроскопских димензија и видљиво је уз помоћ микроскопа. Простији представници су у облику голе, протоплазматичне масе. Код представника на вишем нивоу организације тело је грађено од овалних или цилиндричних ћелија које имају јасно диференциран ћелијски зид. Од ових ћелија у подлогу продиру ризоиди или ризомицелија.
Представници из овога реда се бесполно размножавају зооспорама, које настају у зооспорангијама. Зооспоре из зооспорангије излазе путем пукотине или поклопчића на њеном врху.
Простији представници овога реда су холокарпни, док су сложени представници ектокарпни. У овом реду постоје сапробни организми и паразити. Сапробни организми живе у води и на влажном земљишту, док паразити могу живети на разним биљкама и животињама.

## Значај
За човека су посебно значајне врсте које су паразити виших биљака, које људи користе у исхрани. Један од најзначајнијих паразита из овога реда је врста Olpidium brassicae, која изазива обољење корена и кореновог врата младих биљака купуса познато под називом „црна нога“. Такође је позната и врста Olpidium viciae која паразитира на грашку.